# エメラルドツリーボア
エメラルドツリーボア（Corallus caninus）は、ボア科ツリーボア属に分類されるヘビ。エメラルドボア、グリーンボアとも呼ばれる。

## 分布
エクアドル、ガイアナ、コロンビア、スリナム、ブラジル、フランス（仏領ギアナ）、ベネズエラ、ペルー、ボリビア

## 形態
最大全長180cmとされるが地域によってはさらに大型になる。体色は名前通り、黄緑や緑色胴体には三角形や横縞状の白い斑紋が入る。またこの斑紋を繋ぐように正中線上に白い縦縞が入る個体もいる。体色や体形には地域により変異がある。
幼体の体色は黄色や赤だが、成長に伴い緑色になる。

### 収斂

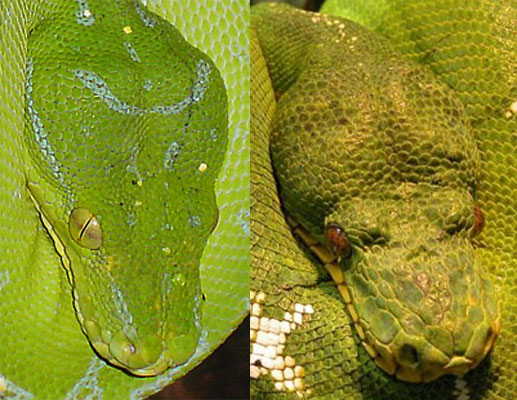
左:ミドリニシキヘビ
右:エメラルドツリーボア

収斂進化の一例として本種とオセアニアに分布するミドリニシキヘビが取り上げられることがある。成長に伴う体色の変化や木の枝の上でとぐろを巻く独特の姿勢、鋭く長い牙を持つ等、共通する形態は多い。
ミドリニシキヘビは頭部の鱗が細く赤外線受容体器官（ピット器官）が鼻先の鱗（吻端板）から上唇の鱗（上唇板）の前部と下唇の鱗（下唇板）後部の鱗と鱗の間にあるが、本種は上唇板全体にピットがある等の相違点が見られる。

## 生態
熱帯雨林に生息する。完全樹上棲で昼間は枝の上でとぐろを巻く独特のポーズでじっとしている。
食性は動物食で、爬虫類、鳥類、小型哺乳類等を食べる。木にぶら下がったまま、獲物に巻き付き、締め殺してから丸呑みにする。
繁殖形態は卵胎生で、1回に7-14匹の幼体を産む。

## 人間との関係
ペットとして飼育されることもあり、日本にも輸入されている。主に南アメリカ大陸北部原産の個体が流通する。
成長に伴い変化する色彩や枝の上でとぐろを巻く姿は魅力的だが、神経質で気性が荒く鋭い牙を持つので扱いには注意が必要。
ケージには休むための平行な枝が必要になり、また高温多湿な環境を好む。